# Association française des orchestres
 (août 2015).
Si vous disposez d'ouvrages ou d'articles de référence ou si vous connaissez des sites web de qualité traitant du thème abordé ici, merci de compléter l'article en donnant les références utiles à sa vérifiabilité et en les liant à la section « Notes et références ».
Pour les articles homonymes, voir AFO.
L'Association française des orchestres (AFO) a été créée à l’initiative des orchestres permanents avec le soutien de la DGCA du Ministère de la Culture en 2000.

## Description
Observatoire de la profession, l’AFO organise la collecte et le partage d’informations relatives à l’activité des orchestres membres. Centre de ressources, l’AFO accompagne les orchestres sur des questions communes dans tous les domaines de leur activité : études, publications, stages de formation.  Porte-parole de la profession, l’AFO contribue à la définition des politiques culturelles et à la coopération internationale : rencontres thématiques, manifestations, réseau européen des orchestres. 
L'AFO organise chaque année la manifestation Orchestres en fête. L'AFO est membre de la plateforme Accord Majeur. Au niveau international, l’AFO anime le Réseau européen des orchestres, et adhère aux organisations européennes Pearle et Culture Action Europe.
En juillet 2016, Jean-Paul Delevoye succède à Ivan Renar à la présidence de l'Association française des orchestres, l'une des deux présidences, avec celle de la Chartreuse Notre-Dame-des-Prés de Neuville-sous-Montreuil, qu'il déclare comme fonctions bénévoles susceptibles de faire naître un conflit d'intérêts. Jean-Paul Delevoye est en effet à la tête du dispositif gouvernemental de réforme des retraites qui touche les régimes spéciaux des musiciens des formations musicales adhérentes à l'Association française des orchestres, notamment les orchestres de Radio France dont la chaîne France Musique est en grève sans discontinuer depuis le début du mouvement et dont des concerts ont été annulés. La question du caractère opportun de son maintien à la tête de l'Association, dont la vice-présidente est Catherine Morin-Desailly, est posée,.

## Membres français
- Ensemble intercontemporain
- Les Musiciens du Louvre Grenoble
- Les Siècles
- Orchestre d’Auvergne
- Orchestre de chambre de Paris
- Orchestre de chambre de Toulouse
- Orchestre de la Garde républicaine
- Orchestre de l'Opéra de Limoges
- Orchestre de l’Opéra de Rouen Normandie
- Orchestre de Paris
- Orchestre de Pau Pays de Béarn
- Orchestre de Picardie
- Orchestre des Lauréats du Conservatoire / CNSMD de Lyon
- Orchestre des Lauréats du Conservatoire / CNSMD de Paris
- Orchestre des Pays de Savoie
- Orchestre Dijon Bourgogne
- Orchestre français des jeunes
- Orchestre national Bordeaux Aquitaine
- Orchestre national de France
- Orchestre national de Lille
- Orchestre national de Metz
- Orchestre national de Lyon
- Opéra Orchestre national Montpellier Occitanie Pyrénées-Méditerranée
- Orchestre national des Pays de la Loire
- Orchestre national d'Île-de-France
- Orchestre national du Capitole de Toulouse
- Orchestre philharmonique de Marseille
- Orchestre philharmonique de Radio-France
- Orchestre philharmonique de Strasbourg
- Orchestre de chambre Nouvelle-Aquitaine
- Orchestre régional de Normandie
- Orchestre de Cannes
- Orchestre symphonique de Bretagne
- Orchestre de l'Opéra de Toulon
- Orchestre symphonique de Mulhouse
- Orchestre symphonique et lyrique de Nancy
- Orchestre symphonique région Centre-Val de Loire-Tours
- Orchestre Victor-Hugo Franche-Comté
- Orchestre français des jeunes
- Orchestre national Avignon-Provence

### Membres étrangers
- Orchestre philharmonique de Monte-Carlo
- Orchestre philharmonique du Luxembourg
- Orquestra Simfònica de Barcelona I Nacional de Catalyuna

## Présidents
| Portrait                                                       | Identité                               | Période      | Période | Durée |
| Portrait                                                       | Identité                               | Début        | Fin     | Durée |
| -------------------------------------------------------------- | -------------------------------------- | ------------ | ------- | ----- |
| Pas de portrait sous licence libre disponible pour Ivan Renar. | Ivan Renar (1937 - 2022)               |              | 2016    |       |
| Jean-Paul Delevoye, 2011.                                      | Jean-Paul Delevoye (né en 1947)        | 2016         |         |       |
| Catherine Morin-Desailly en 2019.                              | Catherine Morin-Desailly (née en 1960) | 16 juin 2020 |         |       |

## Publications
Dans le cadre de sa mission de centre de ressources, l'Association Française des Orchestres organise un certain nombre d'enquêtes qualitatives ou quantitatives auprès de ses membres et a rédigé au fil des années, plusieurs publications spécialisées sur l'orchestre : 
2019
- Œuvre ou sociabilité au concert ? - Focus 4, Enquête sur les publics de l'orchestre symphonique, 2013-2014
- Les âges du public - Focus 3, Enquête nationale sur les publics de l'orchestre symphonique, 2013-2014
- Le rôle sociétal des orchestres, menée par le cabinet Kimso

2018
- L’égalité femmes / hommes dans les orchestres membres de l’AFO, Éditions AFO, 2018
- Une entrée tardive dans la classique : la socialisation inversée - Focus 2, Enquête nationale sur les publics de l'orchestre symphonique, 2013-2014, Éditions AFO, Amiens, 2018  (ISBN 2-9519593-9-7)
- Rajeunissement et démocratisation, une injonction contradictoire - Focus 1, Enquête nationale sur les publics de l'orchestre symphonique, 2013-2014, Éditions AFO, Amiens, 2018  (ISBN 2-9519593-8-9)

2016
- En avant la musique ! - Georges hors série, Éditions Grains de Sel, (2e édition)

2014
- Les publics de l'orchestre - Quand un public en cache un autre - Enquête nationale sur la saison 2013-2014, Éditions AFO, 2014
- En avant la musique ! - Georges hors série, Éditions Grains de Sel  (ISBN 2-9519593-7-0)

2012
- L'Orchestre permanent - Stratégie Orchestres 2020 !, Éditions AFO, Le Mans  (ISBN 2-9519593-6-2)

2011
- L'abécédaire de l'orchestre - D'applaudissements à Zygomatique, une promenade au cœur de la symphonie, A.Surrans, Éditions AFO, Le Mans  (ISBN 2-9519593-5-4)

2008
- L'orchestre, des instruments à la musique - Des expériences faciles à réaliser, Édition Albin Michel Jeunesse, Luçon  (ISBN 978-2-2261841-6-0)

2007
- Guide la prévention du risque auditif - Pratique de la musique acoustique, C. Meyer-Bisch, Éditions AFO, Angers  (ISBN 2-9519593-4-6)

2006
- Forum européen des orchestres - Strasbourg 22, 23, 24, 25 juin 2005, Éditions AFO, Strasbourg  (ISBN 2-9519593-2-X)

2004
- L'Orchestre dans la ville - 2e forum international des orchestres français, 26 et 27 juin 2003, Paris, Éditions AFO, Angers  (ISBN 2-9519593-1-1)

2003
- Prêtez l'oreille - Livre blanc des actions éducatives des orchestres, M-P Macian & P.Fanjas, Éditions AFO, Paris  (ISBN 2-9519593-0-3)

2002
- Orchestres au présent - 1er forum international des orchestres français, 16 et 17 mai 2001, Paris, Montreuil, Éditions AFO.